# Wieczko (anatomia)

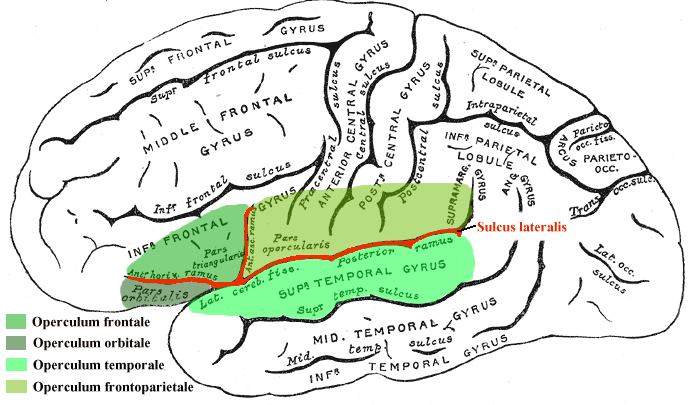
Widok półkuli mózgu z zaznaczonym wieczkiem i jego częściami

Wieczko (łac. operculum) – część kory mózgu okalająca bruzdę boczną mózgu, przykrywająca wyspę. Dzieli się je zazwyczaj na trzy lub cztery części, co ma uzasadnienie w rozwoju embrionalnym tej części mózgu:
- wieczko czołowe (operculum frontale), należące do płata czołowego,
- wieczko skroniowe (operculum temporale), należące do płata skroniowego,
- wieczko czołowo-ciemieniowe (operculum frontoparietale), należące do płata ciemieniowego[1].

Niekiedy wyróżniane jest także wieczko oczodołowe (operculum orbitale).
Rozwój wieczka u człowieka rozpoczyna się około 5. miesiąca życia płodowego, gdy odpowiednie części kory płatów czołowych, skroniowych i ciemieniowych rozrastają się, przykrywając wcześniej odsłoniętą wyspę. Proces zamykania wieczka – operkularyzacja (ang. operculization) postępuje między 26. a 34. tygodniem życia płodowego. Jego zatrzymanie jest wykładnikiem niedojrzałości mózgu i może być potwierdzone w badaniu MRI i USG.
Uszkodzenie wieczka czołowego, najczęściej nabyte, wiąże się z zespołem objawów określanym jako zespół Foixa-Chavany-Mariego.